# Tubarão
Tubarão város Brazíliában, Santa Catarina államban. Lakosainak száma 110 088 fő (2022). Tubarão Laguna, Capivari de Baixo, Gravatal, Jaguaruna, Pedras Grandes, São Ludgero és Treze de Maio községekkel határos.

## Népesség
A település népességének változása:
| Lakosok száma | 88 470 | 97 235 | 106 422 | 107 143 | 110 088 |
|               | 2000   | 2010   | 2020    | 2021    | 2022    |